# Килнабой

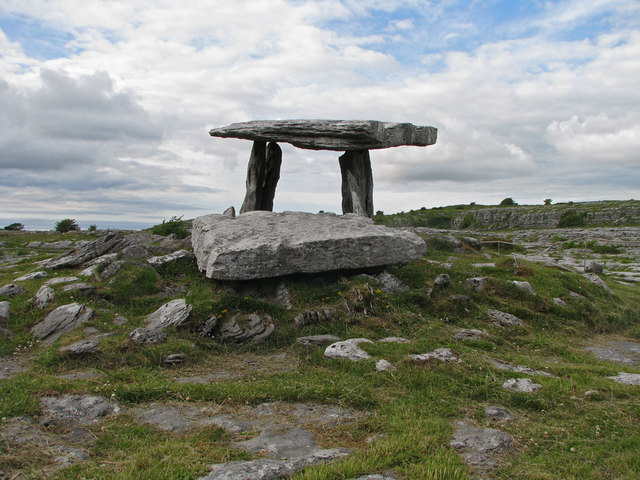
Древние дольмены Пулнаброн близ деревни Килнабой

Килнабо́й (англ. Kilnaboy, также Killinaboy ; ирл. Cill Iníne Baoith, «церковь дочерей Бо») — деревня в Ирландии, находится в графстве Клэр (провинция Манстер).
Первое печатное упоминание деревни прослеживается благодаря папскому налогообложению 1302-06 годов. В деревне есть церковь XI века, перестроенная в 1715 году; в ней есть шила-на-гиг. Кроме того, рядом с деревней есть круглая башня.